# Wapen van Bartlehiem

Wapen van Bartlehiem

Het wapen van Bartlehiem is het wapen van de Nederlandse buurtschap Bartlehiem, die gelegen is in de Friese gemeenten Leeuwarden, Noardeast-Fryslân en Tietjerksteradeel. Het wapen werd in 1990 geregistreerd.

## Beschrijving
De blazoenering van het wapen in het Fries luidt als volgt:
fan read, kappe mei sulver, it read belein mei in gouden seispuntige stjer, it sulver rjochts belein mei in griene klaver en lofts mei in griene ikel; in blau skyldhaad belein mei in gouden reed fan boppen beselskippe fan in gouden, mei read fuorre, stêdekroan mei trije bastions.
De Nederlandse vertaling luidt als volgt:
van rood, gekapt met zilver, het rood belegd met een gouden zespuntige ster, het zilver rechts belegd met een groene klaver  en links met een groene eikel; een blauw schildhoofd belegd met een gouden schaats van boven vergezeld van een gouden, met rood gevoerde,  stedenkroon met drie bastions.
De heraldische kleuren zijn: keel (rood), zilver (zilver), goud (geel), sinopel (groen) en azuur (blauw).

## Symboliek
- Driedeling wapen: verwijst naar de ligging van de buurtschap in de drie gemeenten Leeuwarden, Noardeast-Fryslân en Tietjerksteradeel. Ten tijde van het ontwerpen van het wapen waren dit Leeuwarderadeel, Ferwerderadeel en Tietjerksteradeel. De kleurstelling is overgenomen van het wapen van Oostergo.[2]
- Zespuntige ster: overgenomen uit het wapen van Ferwerderadeel, aangezien de meeste woningen van de buurtschap in deze gemeente lagen.[2]
- Klaverblad: afkomstig van het wapen van Leeuwarderadeel.[2]
- Schaats met stedenkroon: symbolen voor de Elfstedentocht die de buurtschap tweemaal doorkruist.[2]

Het wapen van Oostergo.
Het wapen van Ferwerderadeel.
Het wapen van Leeuwarderadeel.
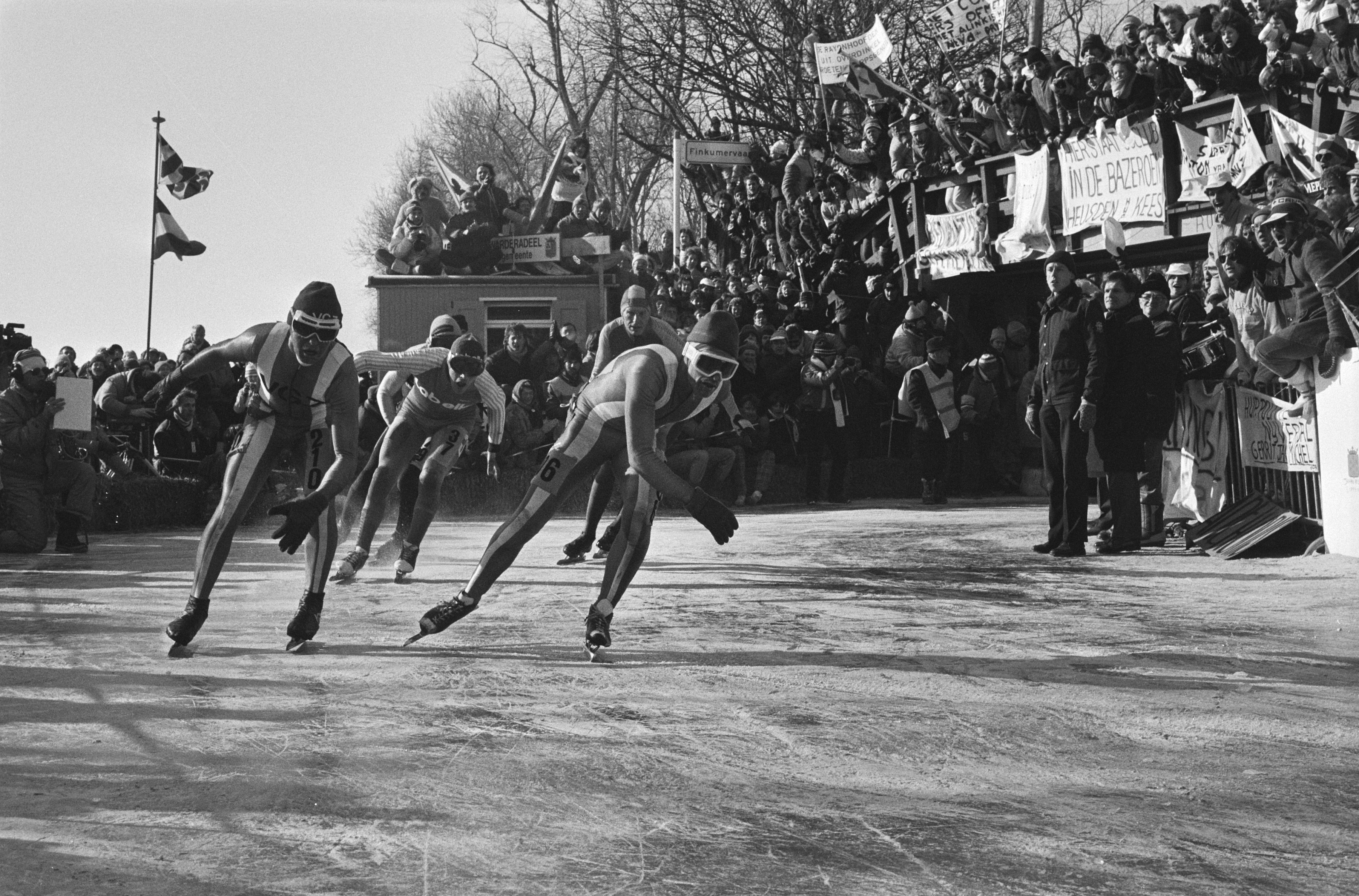
De doorkomst in Bartlehiem van de Elfstedentocht van 1986.